# Josef Staber (Schauspieler)
Josef Staber, auch Sepp Staber, (* 2009 in Rosenheim) ist ein deutscher Kinderdarsteller.

## Filmographie (Auswahl)
- 2016: Eine unerhörte Frau
- 2018: Zwei Herren im Anzug
- 2020: Oktoberfest 1900
- 2021: Der Boandlkramer und die ewige Liebe
- 2022: Zwischen uns der Himmel
- 2023: Hubert ohne Staller